# Campeonato de Irlanda de Rugby 2015-16
El Campeonato de Rugby de Irlanda (oficialmente All-Ireland League) de 2015-16 fue la vigésimo sexta edición del principal torneo de rugby de la Isla de Irlanda, el torneo que agrupa a equipos tanto de la República de Irlanda como los de Irlanda del Norte.

## Sistema de disputa
Cada equipo disputó encuentros frente a cada uno de los rivales de local y de visita, totalizando 18 partidos cada uno.
Luego de la fase regular los cuatro mejores clasificados disputaran una semifinal enfrentándose el primer clasificado frente al cuarto y el segundo frente al tercero.
El equipo que al terminar en el último puesto desciende directamente a la segunda división, mientras que el penúltimo disputará la promoción frente al subcampeón de la segunda división.
Puntuación
Para ordenar a los equipos en la tabla de posiciones se los puntuará según los resultados obtenidos.
- 4 puntos por victoria.
- 2 puntos por empate.
- 0 puntos por derrota.
- 1 punto bonus por ganar haciendo 3 o más tries que el rival.
- 1 punto bonus por perder por siete o menos puntos de diferencia.

## Clasificación
| Pos. | Equipo            | Encuentros | Encuentros | Encuentros | Encuentros | Tantos | Tantos | Tantos | PB | PB | Puntos |
| Pos. | Equipo            | PJ         | PG         | PE         | PP         | F      | C      | Dif    | BO | BD | Puntos |
| ---- | ----------------- | ---------- | ---------- | ---------- | ---------- | ------ | ------ | ------ | -- | -- | ------ |
| 1.º  | Clontarf          | 18         | 13         | 2          | 3          | 413    | 280    | +133   | 5  | 3  | 64     |
| 2.º  | Young Munster     | 18         | 12         | 2          | 4          | 345    | 327    | +18    | 3  | 1  | 56     |
| 3.º  | Cork Constitution | 18         | 10         | 2          | 6          | 424    | 279    | +145   | 6  | 6  | 56     |
| 4.º  | UCD               | 18         | 9          | 1          | 8          | 434    | 330    | +104   | 6  | 3  | 47     |
| 5.º  | Garryowen         | 18         | 7          | 2          | 9          | 290    | 359    | -69    | 3  | 5  | 40     |
| 6.º  | Old Belvedere     | 18         | 8          | 0          | 10         | 323    | 361    | -38    | 2  | 4  | 38     |
| 7.º  | Lansdowne         | 18         | 7          | 3          | 8          | 308    | 394    | -84    | 2  | 1  | 37     |
| 8.º  | Terenure College  | 18         | 8          | 0          | 10         | 300    | 315    | -15    | 3  | 1  | 36     |
| 9.º  | Ballynahinch      | 18         | 5          | 0          | 13         | 350    | 437    | -87    | 2  | 5  | 27     |
| 10.º | Galwegians        | 18         | 5          | 0          | 13         | 308    | 415    | -107   | 4  | 3  | 27     |

## Fase final

### Semifinales
| 23 de abril de 2016 | Cork Constitution | 22 - 16 | Young Munster |  |  |

| 23 de abril de 2016 | Clontarf | 24 - 10 | UCD |  |  |

### Final
| 8 de mayo de 2016 | Cork Constitution | 25 - 28 | Clontarf |  |  |

| Bandera de Irlanda |
| Campeón Clontarf   |
| Segundo título     |

### Promoción
| 30 de abril de 2016 | Ballynahinch | 9 - 18 | Dublin University |  |  |

- Dublin University asciende de categoría la próxima temporada.